# Ssauča küsin-a
Ssauča küsin-a (v korejském originále 싸우자 귀신아, Ssauja Gwisin-a; anglicky Hey Ghost, Let's Fight) je jihokorejský televizní seriál z roku 2016, v němž hrají Ok Tchäk-jon, Kim So-hjon a Kwon Jol. Vysílal se na stanici tvN od 11. července do 30. srpna 2016 každý pondělí a úterý v 23.00.

## Obsazení
| Ok Tchäk-jon | Pak Pong-pal |
| Kim So-hjon  | Kim Hjon-dži |
| Kwon Jol     | Ču Hje-song  |